# Federico Macheda
Federico "Kiko" Macheda (Roma, Itàlia, 22 d'agost del 1991), és un jugador de futbol italià. Actualment juga al Panathinaikos FC grec com a davanter amb el dorsal 9. Macheda va debutar amb els red devils el 5 d'abril del 2009 a l'edat dels 17 anys i va aconseguir marcar el gol de la victòria en un partit contra l'Aston Villa clau per a la resolució final de la Premier League 2008-09.

## Estadístiques de carrera
| Club                 | Temporada | Lliga | Lliga | Copa | Copa | Copa de la Lliga | Copa de la Lliga | Europa | Europa | Altres | Altres | Total | Total |
| Club                 | Temporada | PJ    | Gols  | PJ   | Gols | PJ               | Gols             | PJ     | Gols   | PJ     | Gols   | PJ    | Gols  |
| -------------------- | --------- | ----- | ----- | ---- | ---- | ---------------- | ---------------- | ------ | ------ | ------ | ------ | ----- | ----- |
| Manchester United FC | 2008-09   | 4     | 2     | 1    | 0    | 0                | 0                | 0      | 0      | 0      | 0      | 5     | 2     |

## Palmarès

### Manchester United
- 1 FA Premier League (2010-11)
- 2 Community Shield (2010, 2011)